# Episodi di Transplant (prima stagione)
La prima stagione della serie televisiva Transplant, composta da 13 episodi, è stata trasmessa in prima visione assoluta in Canada su CTV dal 26 febbraio al 27 maggio 2020.
In Italia la stagione è stata trasmessa su Sky Serie, canale a pagamento della piattaforma satellitare Sky, dal 27 settembre 2021.
| nº | Titolo originale            | Titolo italiano | Prima TV Canada  | Prima TV Italia   |
| -- | --------------------------- | --------------- | ---------------- | ----------------- |
| 1  | Pilot                       | Episodio 1      | 26 febbraio 2020 | 27 settembre 2021 |
| 2  | Tell Me Who You Are         | Episodio 2      | 4 marzo 2020     | 27 settembre 2021 |
| 3  | Your Secrets Can Kill You   | Episodio 3      | 11 marzo 2020    | 4 ottobre 2021    |
| 4  | Saleh                       | Episodio 4      | 18 marzo 2020    | 4 ottobre 2021    |
| 5  | Eid                         | Episodio 5      | 25 marzo 2020    | 11 ottobre 2021   |
| 6  | Trigger Warning             | Episodio 6      | 1º aprile 2020   | 11 ottobre 2021   |
| 7  | Far From Home               | Episodio 7      | 8 aprile 2020    | 18 ottobre 2021   |
| 8  | Birth and Rebirth           | Episodio 8      | 15 aprile 2020   | 18 ottobre 2021   |
| 9  | Under Pressure              | Episodio 9      | 29 aprile 2020   | 25 ottobre 2021   |
| 10 | Collapse                    | Episodio 10     | 6 maggio 2020    | 25 ottobre 2021   |
| 11 | Orphans                     | Episodio 11     | 13 maggio 2020   | 1º novembre 2021  |
| 12 | Relapse                     | Episodio 12     | 20 maggio 2020   | 1º novembre 2021  |
| 13 | The Only Way Out Is Through | Episodio 13     | 27 maggio 2020   | 8 novembre 2021   |

## Episodio 1
- Titolo originale: Pilot
- Diretto da: Holly Dale
- Scritto da: Joseph Kay
- Storia da: Sarah Glinski

## Episodio 2
- Titolo originale: Tell Me Who You Are
- Diretto da: Holly Dale
- Scritto da:  Joseph Kay

## Episodio 3
- Titolo originale: Your Secrets Can Kill You
- Diretto da: Holly Dale
- Scritto da: Rachel Langer

## Episodio 4
- Titolo originale: Saleh
- Diretto da: Alain DesRochers
- Scritto da: Jenn Engels

## Episodio 5
- Titolo originale: Eid
- Diretto da: Alain DesRochers
- Scritto da: Nikolijne Troubetzkoy

## Episodio 6
- Titolo originale: Trigger Warning
- Diretto da: Alain DesRochers
- Scritto da: Lynne Kamm

## Episodio 7
- Titolo originale: Far From Home
- Diretto da: Stefan Pleszczynski
- Scritto da:  Joseph Kay e Anar Ali

## Episodio 8
- Titolo originale: Birth and Rebirth
- Diretto da: Stefan Pleszczynski
- Scritto da:  Joseph Kay e Sami Khan

## Episodio 9
- Titolo originale: Under Pressure
- Diretto da: Stefan Pleszczynski
- Scritto da: Tamara Moulin

## Episodio 10
- Titolo originale: Collapse
- Diretto da: Érik Canuel
- Scritto da: Nikolijne Troubetzkoy

## Episodio 11
- Titolo originale: Orphans
- Diretto da: Érik Canuel
- Scritto da: Lynne Kamm

## Episodio 12
- Titolo originale: Relapse
- Diretto da: Érik Canuel
- Scritto da: Rachel Langer

## Episodio 13
- Titolo originale: The Only Way Out Is Through
- Diretto da:Érik Canuel
- Scritto da: Joseph Kay